# Coppa di Polonia 2019-2020 (pallavolo femminile)
La Coppa di Polonia 2019-2020 si è svolta dal 23 ottobre 2019 all'8 marzo 2020: al torneo hanno partecipato quattordici squadre di club polacche e la vittoria finale è andata per l'ottava volta, la seconda consecutiva, al Chemik Police.

## Regolamento
Le squadre hanno disputato un primo turno, secondo turno, quarti di finale, semifinali e finale.

## Squadre partecipanti
| - Aleksandrów Łódzki - BKS - Budowlani Łódź - Chemik Police - Developres Rzeszów - Energetyk Poznań - Legionovia | - ŁKS - NOSiR - Płomień Sosnowiec - SAN-Pajda - Solna Wieliczka - Sparta Warszawa - Stary Sącz |

## Torneo

### Tabellone
|  | Quarti di finale   | Quarti di finale |  |                    | Semifinali    | Semifinali |  |               | Finale             | Finale |
|  |                    |                  |  |                    |               |            |  |               |                    |        |
|  | SAN-Pajda          | 3                |  |                    |               |            |  |               |                    |        |
|  | SAN-Pajda          | 3                |  |                    |               |            |  |               |                    |        |
|  | Budowlani Łódź     | 2                |  |                    |               |            |  |               |                    |        |
|  | Budowlani Łódź     | 2                |  | SAN-Pajda          | 0             |            |  |               |                    |        |
|  |                    |                  |  | SAN-Pajda          | 0             |            |  |               |                    |        |
|  |                    |                  |  |                    | Chemik Police | 3          |  |               |                    |        |
|  | Chemik Police      | 3                |  |                    | Chemik Police | 3          |  |               |                    |        |
|  | Chemik Police      | 3                |  |                    |               |            |  |               |                    |        |
|  | ŁKS                | 0                |  |                    |               |            |  |               |                    |        |
|  | ŁKS                | 0                |  |                    |               |            |  | Chemik Police | 3                  |        |
|  |                    |                  |  |                    |               |            |  | Chemik Police | 3                  |        |
|  |                    |                  |  |                    |               |            |  |               | Developres Rzeszów | 2      |
|  | Developres Rzeszów | 3                |  |                    |               |            |  |               | Developres Rzeszów | 2      |
|  | Developres Rzeszów | 3                |  |                    |               |            |  |               |                    |        |
|  | BKS                | 0                |  |                    |               |            |  |               |                    |        |
|  | BKS                | 0                |  | Developres Rzeszów | 3             |            |  |               |                    |        |
|  |                    |                  |  | Developres Rzeszów | 3             |            |  |               |                    |        |
|  |                    |                  |  |                    | Legionovia    | 0          |  |               |                    |        |
|  | NOSiR              | 0                |  |                    | Legionovia    | 0          |  |               |                    |        |
|  | NOSiR              | 0                |  |                    |               |            |  |               |                    |        |
|  | Legionovia         | 3                |  |                    |               |            |  |               |                    |        |
|  | Legionovia         | 3                |  |                    |               |            |  |               |                    |        |

### Risultati

#### Primo turno
| 23 ottobre 2019 ?, ? Durata: ? - Spettatori: ?                                | Aleksandrów Łódzki | 3 - 0 | Energetyk Poznań | 25-23, 25-21, 25-21               |
| 23 ottobre 2019 Hala sportowa, Nowy Dwór Mazowiecki Durata: ? - Spettatori: ? | NOSiR              | 3 - 0 | Sparta Warszawa  | 25-18, 25-12, 25-21               |
| 23 ottobre 2019 ?, ? Durata: ? - Spettatori: ?                                | Płomień Sosnowiec  | 2 - 3 | Solna Wieliczka  | 30-28, 21-25, 26-24, 23-25, 14-16 |
| 23 ottobre 2019 ?, ? Durata: ? - Spettatori: ?                                | Stary Sącz         | 0 - 3 | SAN-Pajda        | 17-25, 13-25, 16-25               |

#### Secondo turno
| 13 novembre 2019 ?, ? Durata: ? - Spettatori: ?                 | Aleksandrów Łódzki | 0 - 3 | NOSiR           | 17-25, 14-25, 21-25 |
| 13 novembre 2019 Hala MOSiR, Jarosław Durata: ? - Spettatori: ? | SAN-Pajda          | 3 - 0 | Solna Wieliczka | 25-15, 25-15, 25-22 |

#### Quarti di finale
| 12 febbraio 2020 Hala MOSiR, Jarosław Durata: ? - Spettatori: ?                    | SAN-Pajda          | 3 - 2 | Budowlani Łódź | 25-22, 25-20, 22-25, 34-36, 15-10 |
| 12 febbraio 2020 Hala Policach, Police Durata: ? - Spettatori: ?                   | Chemik Police      | 3 - 0 | ŁKS            | 25-18, 25-11, 25-16               |
| 12 febbraio 2020 Hala sportowa, Nowy Dwór Mazowiecki Durata: 1h:15 - Spettatori: ? | NOSiR              | 0 - 3 | Legionovia     | 20-25, 15-25, 18-25               |
| 12 febbraio 2020 Hala Podpromie, Rzeszów Durata: ? - Spettatori: ?                 | Developres Rzeszów | 3 - 0 | BKS            | 25-11, 25-15, 25-12               |

#### Semifinali
| 7 marzo 2020 Hala Sportowa PWSZ, Nysa Durata: 1h:15 - Spettatori: ? | SAN-Pajda          | 0 - 3 | Chemik Police | 16-25, 13-25, 18-25 |
| 7 marzo 2020 Hala Sportowa PWSZ, Nysa Durata: ? - Spettatori: ?     | Developres Rzeszów | 3 - 0 | Legionovia    | 25-21, 26-24, 25-16 |

#### Finale
| 8 marzo 2020 Hala Sportowa PWSZ, Nysa Durata: ? - Spettatori: ? | Chemik Police | 3 - 2 | Developres Rzeszów | 21-25, 25-20, 19-25, 25-23, 15-13 |

## Premi individuali
| Premio                 | Nome                  | Squadra            |
| ---------------------- | --------------------- | ------------------ |
| MVP                    | Gyselle Silva         | Chemik Police      |
| Miglior attaccante     | Alexandra Frantti     | Developres Rzeszów |
| Miglior muro           | Zuzanna Efimienko     | Developres Rzeszów |
| Miglior servizio       | Alexandra Frantti     | Developres Rzeszów |
| Miglior palleggiatrice | Marlena Pleśnierowicz | Chemik Police      |
| Miglior ricevitrice    | Jelena Blagojević     | Developres Rzeszów |
| Miglior libero         | Paulina Maj           | Chemik Police      |